# Порт Лос-Анджелеса
Порт Лос-Анджелеса, який також називають «Порт Америки», — морський порт, яким керує Департамент гавані Лос-Анджелеса, підрозділ міста Лос-Анджелес. Він займає 3000 гектар землі і води з 69 км., набережної і примикає до окремого порту Лонг-Біч. Порт розташований у затоці Сан-Педро в районах Сан-Педро та Вілмінгтон Лос-Анджелеса, приблизно за 32 км на південь від центру міста.
Порт Лос-Анджелеса забезпечує працевлаштування 529 000 людей у п’яти округах і 1,6 мільйона людей у всьому світі. Вантаж, що надходить у порт, становить приблизно 20% усіх вантажів, що надходять у Сполучені Штати. Глибина каналу порту становить 16 м. У порту є 25 вантажних терміналів, 82 контейнерні крани, 8 контейнерних терміналів і 182 км докової залізниці. Основним імпортом порту були меблі, автомобільні деталі, одяг, взуття та електроніка. У 2019 році основним експортом порту були макулатура, корми для домашніх тварин, металобрухт і соєві боби. Згідно зі звітом порту, опублікованим у 2020 році, його трійкою найбільших торгових партнерів були Китай (включаючи Гонконг), Японія та В’єтнам.

## Історія

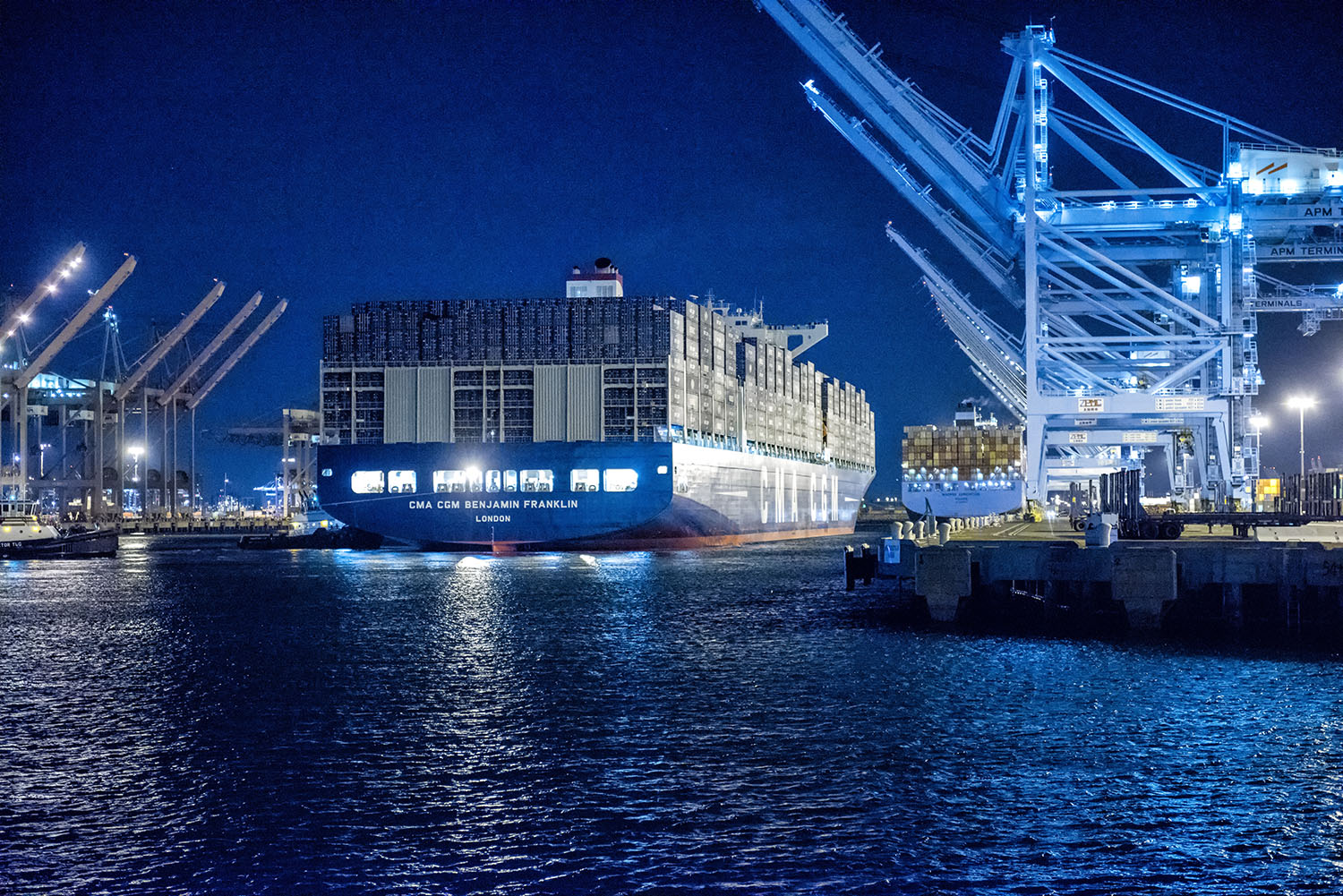
CMA CGM Benjamin Franklin, найбільше судно, що причалилося в порту.

У 1542 році Хуан Родрікес Кабрільйо відкрив «Бухту димів». Затока Сан-Педро, що виходить на південь, спочатку була неглибокою глиною, занадто м'якою, щоб підтримувати пристань. Кораблі-відвідувачі мали два варіанти: залишатися на якірі далеко, щоб їхні вантажі та пасажирів переправляли на берег, або самі на берег. Цей липкий процес описаний у «Два роки до щогли» Річардом Генрі Даною-молодшим, який був членом екіпажу під час подорожі 1834 року, яка відвідала затоку Сан-Педро. Фінес Беннінг значно покращив судноплавство, коли в 1871 році він прокопав канал до Вілмінгтона на глибину 10 футів (3,0 м). Того року порт обслуговував 50 000 тонн судноплавства. Банінг володів диліжанською лінією з маршрутами, що з'єднують Сан-Педро з Солт-Лейк-Сіті, штат Юта, і Юмою, штат Аризона, і в 1868 році він побудував залізницю, яка з'єднала затоку Сан-Педро з Лос-Анджелесом, першу в цьому районі.

## Судноплавство
Обсяг контейнерів порту становив 9,3 мільйона одиниць двадцятифутового еквівалента (TEU) у 2019 календарному році, що на 5,5% більше, ніж рекордний 2016 рік – 8,8 мільйона TEU. Це найбільший вантаж, який щорічно переміщується портом Західної півкулі. Порт є найбільш завантаженим портом у Сполучених Штатах за обсягом контейнерів, 19-м за завантаженістю контейнерним портом у світі та 10-м за завантаженістю у світі в поєднанні з сусіднім портом Лонг-Біч. Порт також є першим вантажним шлюзом у Сполучених Штатах за вартістю перевезень, що проходять через нього. Головними торговими партнерами порту в 2019 році були:
1. Китай/Гонконг (128 мільярдів доларів)
2. Японія (89 мільярдів доларів)
3. В'єтнам (21 мільярд доларів)
4. Південна Корея (15 мільярдів доларів)
5. Тайвань (15 мільярдів доларів)

## Всесвітній круїзний центр

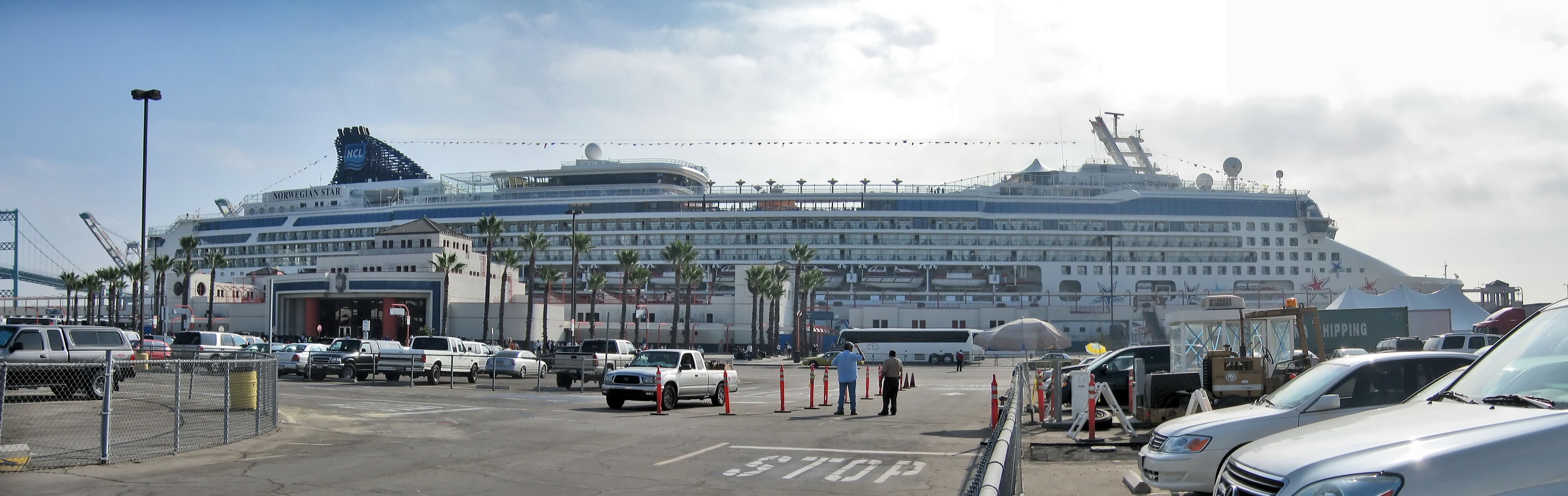
Norwegian Star у Всесвітньому круїзному центрі.

Всесвітній круїзний центр порту, розташований в районі Сан-Педро під мостом Вінсента Томаса, має три причали для пасажирських суден, які перевозять понад 1 мільйон пасажирів щорічно, що робить його найбільшим терміналом для круїзних суден на західному узбережжі Сполучених Штатів [цитування] необхідно]. Він пов’язаний пішохідною набережною з набережними музеєм USS Iowa та Морським музеєм Лос-Анджелеса, а також з морським акваріумом Cabrillo та іншими пам’ятками Сан-Педро тролейбусом/шаттлом Waterfront Red Car.